# Batalha de Mourão
A Batalha de Mourão foi um confronto armado travado em Maio ou Junho de 1477 nas imediações de Mourão, no Alentejo, entre uma força portuguesa e outra castelhana no âmbito da Guerra de Sucessão de Castela.
Os cavaleiros da Ordem de Santiago foram derrotados e postos em fuga. Terminava assim a ofensiva castelhana em direção a Évora, a segunda maior cidade de Portugal.
Todos os redutos ocupados pelas tropas dos Reis Católicos em Portugal foram reconquistados pelas forças do Infante D. João, o Príncipe Perfeito.

## Contexto
Durante a Guerra da Sucessão de Castela, os Reis Católicos proclamaram-se reis de Portugal e tentaram nomear castelhanos para cargos portugueses, atribuindo terras portuguesas - algumas das quais fora da sua posse - a castelhanos. Prometeram também dar terras portuguesas a quem as tomasse, procurando sobretudo incentivar a sua conquista pelas grandes ordens militares de Castela: Santiago, Alcântara, Calatrava e Hospital, que no seu conjunto dominavam 50.000 km2 de território com 350.000 habitantes, incluindo 5.000 combatentes (e auferiam 250.000 ducados de rendimento anual).
Foram mesmo feitas doações de territórios do Império Português.
Enviaram também uma circular às cidades da Estremadura Espanhola com ordens expressas para atacar Portugal. No total, foram atacadas vinte e oito vilas raianas portuguesas, quase todas (vinte e três) no Alentejo.

## Antecedentes

### O Príncipe Perfeito reconquista Ouguela e Noudar
Em 1475, as tropas castelhanas do Mestre da Ordem de Alcântara, Francisco de Solís, tomaram as vilas de Noudar (tomada  à Ordem de Avis a 6 de Junho por cavaleiros sevilhanos) e Ouguela (tomada em finais de junho por Gallyndo).
Os Reis Católicos doam Ouguela a Francisco de Solís a 31 de julho, ao mesmo tempo que enviam uma circular às vilas estremenhas de Cória, Badajoz, Trujilho, Cáceres e Albuquerque, informando-as de que tinham ordenado ao dito Maestro Solís que... fizesse guerra com fogo e sangue e todo o mal que pudesse ao reino de Portugal e aos seus vizinhos e habitantes, e que eram obrigados a prestar-lhe a ajuda necessária com... 'tudo e todos, a cavalo e a pé, armas e apetrechos e mantimentos. As tropas da Ordem de Alcântara estavam assim incumbidas de conquistar o território português.
Informado de que Martim Gallyndo, capitão de Ouguela, tinha abandonado a vila com as tropas castelhanas para saquear as vilas vizinhas, o Infante D. João, à frente das tropas portuguesas com artilharia, cercou Ouguela. As forças castelhanas renderam-se e os portugueses reocuparam a vila.
Galyndo, informado do cerco e da rendição dos seus homens, partiu em seu socorro. Posteriormente, os dois campeões enfrentaram-se num duelo medieval: o capitão castelhano, Gallyndo, e o capitão português, João Silva. O português venceu e matou o seu adversário no campo, mas morreu alguns dias depois devido aos ferimentos. As forças castelhanas retiraram-se e os portugueses ficaram com Ouguela.
Noudar, que tinha uma grande guarnição castelhanoa de 50 cavaleiros, 15 espingardeiros, 20 besteiros e 10 lanceiros, sem contar com a infantaria, foi recuperada pelo Príncipe Perfeito em meados de 1477, graças ao subordinado do capitão da guarnição, Martín de Sepúlveda, a quem doou a vila de Buarces.

### O Príncipe Perfeito reconquista Alegrete e Arronches

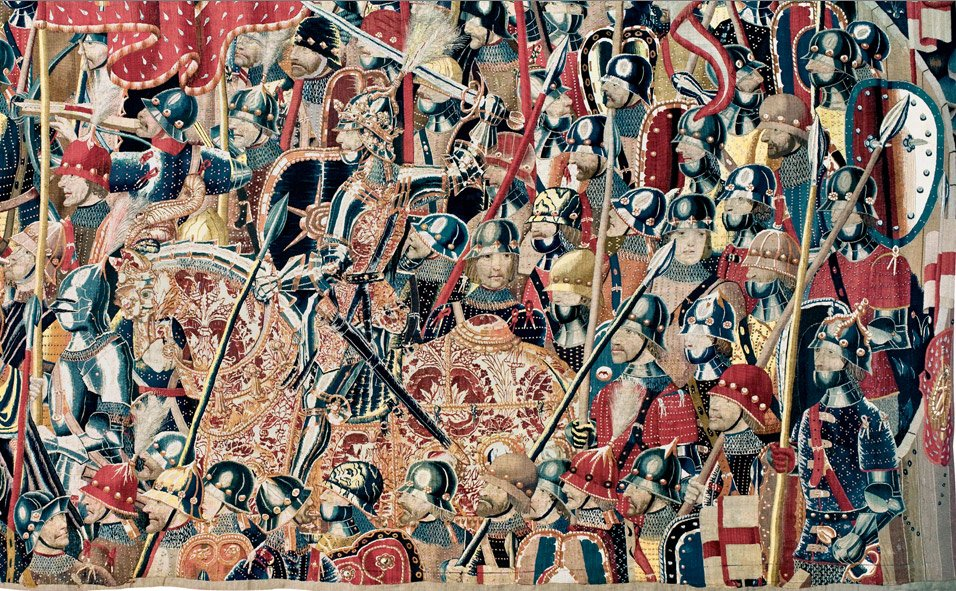
As tapeçarias de Pastrana: a tomada de Arzila (1471), na qual o príncipe D. João foi armado cavaleiro pelo próprio rei D. Afonso V, seu pai, que conquistou 5 lugares em Marrocos

Em Janeiro de 1476, aproveitando a ausência das tropas de D. Afonso V e do príncipe, que combatiam em Castela, onde teve lugar a indecisa Batalha de Toro, as forças castelhanas, sob o comando do Mestre da Ordem de Alcántara, Alonso de Monroy, invadiram o Baixo Alentejo e tomaram as vilas de Alegrete e Arronches. Os Reis Católicos entregaram ambas as vilas ao Marechal Alonso de Torre em 31 de janeiro de 1476. A guarnição castelhana de Alegrete era numerosa e foi bem abastecida durante muito tempo.
O príncipe D. João cercou a fortaleza de Alegrete com forças consideráveis em Fevereiro de 1477, enquanto o comandante castelhano, Alonso de Monroy, solicitava reforços aos Reis Católicos que, em abril de 1477, emitiram ordens nesse sentido. As ordens não foram, porém, foram cumpridas.
Após dois meses de cerco, durante os quais se registaram numerosas batalhas e muitas mortes de ambos os lados, as forças castelhanas renderam-se aos portugueses e entregaram a praça.
Desiludido com D. Isabel I de Castela e D. Fernando II de Aragão - que tinham atribuído o controlo da Ordem de Alcântara ao seu rival Juan de Stúñiga - Alonso de Monroy, que comandava as guarnições castelhanas de Alegrete e Arronches, entrou em 1478 para o serviço do rei português D. Afonso V, que obteve assim um poderoso aliado.

## A ofensiva castelhana
Apesar da Ordem de Alcântara não ter conseguido conquistar e manter um lugar ou um pedaço do território português, a guerra em Portugal teve também outro protagonista castelhano: a poderosa Ordem de Santiago, cujo mestre, Alonso de Cárdenas, recebeu uma carta da Rainha, a 20 de junho de 1475, na qual lhe ordenava que invadisse Portugal... com fogo e sangue... devastando e destruindo todas as cidades e aldeias, ao mesmo tempo que doava todas as cidades que vinha conquistar, mandando os oficiais fronteiriços a prestar-lhe apoio logístico.
Em finais de 1476, Alonso de Cárdenas entra em Portugal e percorre 75 quilómetros, saqueando e roubando numerosas cabeças de gado, sem encontrar qualquer oposição.
Em meados de 1477, logo após a reconquista de Alegrete em abril-maio, Alonso de Cárdenas, à frente de um exército de 2.000 cavaleiros e vários soldados rasos, invade Portugal pelo Alentejo, tendo como alvo Évora, a segunda maior cidade de Portugal.
Só quando o Infante D. João foi informado da invasão castelhana e de que o exército de Alonso de Cárdenas estava acampado nas margens do rio Degebe, não muito longe de Évora, onde ele próprio se encontrava, é que ele se apercebeu de que tinha apenas 300 cavaleiros sob o comando de Garcia de Menezes, Bispo de Évora, forças muito inferiores às do inimigo.

## A batalha

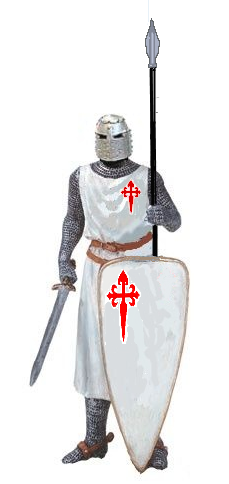
Cavaleiro da Ordem de Santiago

Percorrendo as casas da cidade para recrutar mais homens - que procuravam evitá-lo por conhecerem a força do exército inimigo - o Príncipe engendrou um estratagema de guerra:
Começou por enviar saudações e informar o Mestre de Santiago da sua presença em Évora, dizendo-lhe que não seria necessário avançar sobre a cidade porque ele próprio, à frente das suas forças, iria ao seu encontro para dar batalha; ao que o Mestre respondeu que desconhecia estar o príncipe na cidade, mas que seria mais conveniente ir ao encontro de Sua Alteza do que o contrário e que na manhã seguinte estaria às portas de Évora.
Imediatamente após a meia-noite, o Príncipe enviou uma força de 300 cavaleiros liderados pelo Bispo Garcia de Meneses, com ordens para avançar em constante movimento durante toda a noite e assim deixar o chão cheio de pegadas, insinuando a passagem de milhares de homens.
Antes do nascer do sol, Alonso de Cardenas reúne as suas tropas e, por precaução, envia os soldados a pé e as carroças carregadas com os despojos para Castela, marchando imediatamente com o seu exército de 2.000 lanças em direcção a Évora. Mas ao depararem-se com o rasto de milhares de cavalos, os capitães castelhanos recearam ser emboscados e decidiram retirar de imediato de Portugal.
Ao passarem por Mourão, os castelhanos foram interceptados por uma força portuguesa de 150 lanças, sob o comando de Diogo de Castro que, ao observar a retirada desordenada e apressada, encorajado por Rui Casco, decidiu atacar quando o exército castelhano atravessava a margem de um rio.
O ataque português à rectaguarda do exército castelhano foi fulminante: apanhadas de surpresa, as tropas castelhanas entraram em pânico e dispersaram sem esboçarem qualquer resistência. Mais de 5% do exército castelhano foi capturado (mais de 100 cavaleiros), para além de morreram um número desconhecido de homens.

## Consequências
- Fim da ofensiva castelhana após a derrota dos Cavaleiros da Ordem de Santiago.
- Não se registaram novas invasões de Portugal, apenas incursões fronteiriças de ambos os lados.
- O Infante D. João concedeu uma renda de cinquenta mil reais a Rui Casco pelo seu conselho a Diogo de Castro para atacar.

## Moura, derradeiro baluarte isabelino em Portugal
No ano seguinte à Batalha de Mourão, o alcaide de Moura, Lopo Vaz de Castel-Branco, revoltou-se contra D. Afonso V, reconheceu os Reis Católicos como reis de Portugal e abriu as portas da cidade às tropas castelhanas de Alonso de Cardenas a 30 de abril de 1478. Lopo Vaz entregou a mulher e os filhos como reféns ao capitão de Santiago. O rei D. Fernando decide aproveitar esta oportunidade, ordenando o alistamento de todos os homens da Andaluzia, com idades compreendidas entre os 20 e os 60 anos, no dia 30 de maio, para invadir Portugal à cabeça de um exército.
O Príncipe Perfeito enviou então 3 homens da sua confiança a Moura, que se apresentaram ao alcaide como fugitivos da justiça do Príncipe. Ao serem recebidos, voltaram-se contra o alcaide e mataram-no, permitindo ao Infante D. João, à frente das suas tropas, entrar e recuperar a vila de Moura ainda em 1478. A vila encontrava-se guarnecida por 200 cavaleiros castelhanos sob o comando de Alonso de Cárdenas, Mestre de Santiago.
A manutenção de posições em território inimigo revelar-se-ia extremamente importante à mesa das negociações. Assim, durante as negociações para o Tratado de Alcáçovas no Verão de 1479, Portugal conservava alguns territórios em Castela, como Tuy, Mérida, Medellín, Montánchez, Ferrara e Azagala, ao passo que os Reis Católicos haviam perdido todos os lugares que possuíam em Portugal.